# Basket-ball aux Jeux olympiques
Cet article traite de l’épreuve à cinq. Pour la variante à trois, voir Basket-ball à trois aux Jeux olympiques.
La première apparition du basket-ball aux Jeux olympiques date de 1904 aux Jeux de Saint-Louis. Fort logiquement, c’est aux États-Unis, terre d'origine du basketball, que ce sport fut présenté pour la première fois au public olympique. Il ne s’agissait là que d’une épreuve en démonstration qui a vu s’opposer trois équipes de New York.
Il fallut attendre 1936 et les Jeux de Berlin pour que le basket-ball devienne une épreuve officielle, voyant le couronnement des États-Unis. Jusqu’en 1976, la compétition est réservée aux hommes, et ce n'est qu’aux Jeux de Montréal qu’apparaît la compétition féminine. La variante 3x3 devient elle discipline olympique à Tokyo en 2020 aussi bien pour les hommes que pour les femmes.

## Histoire

### De 1936 à 1968
Les Américains remportent ces sept olympiades. En 1936, sous les yeux de James Naismith, les États-Unis gagnent, sous la pluie et sur un terrain en extérieur plein d'eau et de boue, 19 à 8 contre le Canada. À Londres en 1948, les Américains avec leur géant Bob Kurland (2,13 m), battent en finale 65 à 21 la France. Cette équipe de France avait réussi l'exploit de se qualifier en finale, après avoir battu le Chili 53 à 52 et surtout d'arracher la prolongation après un panier du milieu du terrain de Jacques Perrier.
Les États-Unis l'emportent en 1952, 86 à 58 contre l'URSS. En 1956, l'équipe américaine emmenée par leur leader Bill Russell gagnent leurs huit matches par un écart de 53,5 points et remporte la finale sur le score de 89 à 55 contre l'URSS. En 1960 à Rome, l'équipe américaine emmenée par leur quatuor Oscar Robertson, Jerry Lucas, Jerry West et Terry Dischinger, gagne le tournoi avec une moyenne de points de 101,8 avec des victoires en poule finale 90 à 63 contre le Brésil et 81 à 57 contre l'URSS. En 1964, les États-Unis l'emportent 73 à 59 face à l'URSS. En 1968 à Mexico, les Américains avec Spencer Haywood en leader, gagnent la finale 65 à 50 contre la Yougoslavie.

### Munich 1972
La compétition masculine a longtemps été dominée par les États-Unis. Ceux-ci restent invaincus jusqu'en 1972 (63 victoires d'affilée aux JO), lors des Jeux de Munich. La finale de 1972 oppose, comme lors de nombreuses éditions, les États-Unis à l'URSS. Après avoir mené toute la rencontre, les Soviétiques se voient dépassés à trois secondes de la fin par deux lancers francs de Doug Collins (50-49 pour les États-Unis). Les événements qui suivent constituent l'une des plus grosses polémiques de l'histoire du basket-ball international : les Soviétiques remettent en jeu mais ne parviennent pas à marquer avant le terme. Puis, après des discussions qui voient le secrétaire général de la FIBA, Renato William Jones, descendre sur le terrain, un temps mort est accordé aux Soviétiques, les trois dernières secondes étant de nouveau à jouer. La remise en jeu est faite et les Soviétiques ne parviennent pas à marquer. Mais de nouveau, les discussions arrivent : le chronomètre ayant été mal réglé, les trois secondes sont de nouveau accordées aux Soviétiques. Ceux-ci remettent en jeu et Palauskas transmet une balle qui traverse le terrain à Aleksandr Belov qui marque sans opposition sous le panneau américain et l'URSS gagne sur le score de 51 à 50.
Les Soviétiques viennent de mettre fin au règne américain sur le basket-ball. Malgré une réclamation des Américains, qui sera examinée la nuit entière par les juges, la médaille d'or est bien entre les mains de l'équipe soviétique. Les Américains, en guise de protestation, n'acceptèrent pas cette médaille,,.

### De 1976 à 1988
Les éditions suivantes, les Américains reprennent leur domination de la compétition avec une victoire 95 à 74 contre la Yougoslavie en 1976 et une autre finale gagnée 96 à 65 contre l'Espagne en 1984 avec Michael Jordan, Patrick Ewing et Chris Mullin en fer de lance. La Yougoslavie (Dražen Dalipagić, Dragan Kicanović et Krešimir Ćosić en meilleurs joueurs) remportant l'édition de Moscou, 86 à 77 contre l'Italie, les Américains étant absents pour cause de boycott,. Depuis les Jeux de 1984 à Los Angeles, le ballon officiel de la compétition est réalisé par Molten.
En 1988, lors des Jeux de Séoul, la demi-finale oppose l'URSS aux États-Unis. Les deux adversaires n'ont pas été opposés l'un à l'autre depuis la finale de Munich en 1972. L'URSS est menée par Arvydas Sabonis, qui revient d'une blessure au tendon d'Achille, soignée par les médecins des Portland Trail Blazers, franchise américaine qui possède les droits sur le pivot lituanien. La sélection américaine est composée, comme toujours, d'une équipe d'universitaires, dont les têtes d'affiches se nomment David Robinson, Danny Manning, Mitch Richmond. Les Soviétiques gagnent la rencontre sur le score de 82 à 76 avant de remporter le titre (76-63) face aux Yougoslaves de l'autre grande vedette du basket-ball européen, Dražen Petrović.

### Depuis 1989

#### 1992 à 2008
Cette dernière défaite de 1988 convainc les Américains que leur politique d'envoyer une équipe universitaire pour défendre leurs couleurs aux Jeux n'est plus suffisante. En avril 1989, la FIBA, en éliminant la distinction entre joueurs amateurs et joueurs professionnels, autorise les joueurs de NBA à participer aux Jeux. Les Jeux de Barcelone voient les Américains aligner une équipe qui portera le nom de « Dream Team » : onze joueurs de la NBA, dont les meilleurs joueurs mondiaux Michael Jordan, Magic Johnson, Larry Bird, etc. sont associés à un joueur universitaire. Ils dominent aisément la compétition, remportant la médaille d'or face à la Croatie de Dražen Petrović et Toni Kukoč en s'imposant de 32 points (117-85).
Lors de l'édition suivante, à Atlanta, une nouvelle sélection de joueurs de la NBA domine toujours la compétition et l'emporte en finale 95 à 69 face à la Yougoslavie. Mais, à Sydney en 2000, les premiers signes de la réduction de l'écart avec les autres nations apparaissent : les États-Unis remportent en phase de poule une mince victoire (85-76) sur la Lituanie. De nouveau opposés à cette équipe en demi-finale, les Américains sont proches de l'élimination lorsque Šarūnas Jasikevičius manque un tir à 3 points à la dernière seconde du match, qui aurait donné la victoire à son équipe (victoire américaine 85-83). Enfin, en finale, la France, reste longtemps au contact avant de s'incliner 85 à 75.
La leçon n'est pas retenue, et l'édition de 2004 voit les Américains s'incliner à trois reprises, successivement en poule face aux Portoricains (92-73) aux Lituaniens (94-90), et en demi-finale devant les Argentins d'Emanuel Ginóbili (89-81). Ceux-ci remportent le titre face aux Italiens (84-69).
En 2008, les États-Unis (Kobe Bryant, LeBron James, Dwyane Wade…), mieux préparés, renouent avec le titre olympique en remportant la finale face à l'Espagne (Pau Gasol, Juan Carlos Navarro…) sur la marque de 118 à 107.

#### Depuis 2012
Lors de l'édition de 2012 à Londres, les États-Unis (Kevin Durant, LeBron James, Kobe Bryant, etc) l'emportent encore une fois face à l'Espagne sur le score de 107 à 100.
Les Américains (Kevin Durant, Carmelo Anthony, Paul George…) enregistrent leur quinzième victoire aux Jeux Olympiques de Rio en 2016 (la troisième d'affilée depuis 2008). Ils ont pourtant été inquiétés en phase de poule par les Australiens (victoire 98-88), les Serbes (94-91) et les Français emmenés par Tony Parker (100-97). Mais lors des matches couperets, ils dominent facilement les Argentins (105-78) en quart de finale, un peu plus difficilement les Espagnols (82-76) en demi-finale et largement les Serbes en finale (96-66).
Aux Jeux Olympiques de Tokyo 2020 (se déroulant en 2021 pour cause de pandémie de Covid-19), les Américains (Kevin Durant, Damian Lillard, Devin Booker…) sont battus lors de leur premier match par les Français (Rudy Gobert, Evan Fournier, Nicolas Batum…) (83-76) et finissent deuxièmes de leur poule. Ces deux équipes se retrouvent en finale après avoir éliminé respectivement l'Espagne (95-81 en quart), l'Australie de Patty Mills (97-78 en demi) pour les Américains et les Italiens (84-75 en quart), les Slovènes de Luka Dončić (90-89 en demi) pour les Français. Cette finale voit les États-Unis prendre leur revanche en s'imposant de cinq points (87-82).

## Palmarès

### Masculin
| Éd. | Année | Ville          | Finale          | Finale  | Finale            | Petite finale      | Petite finale | Petite finale  | Meilleur joueur |
| Éd. | Année | Ville          | Médaille d’or   | Score   | Médaille d’argent | Médaille de bronze | Score         | Quatrième      | Meilleur joueur |
| --- | ----- | -------------- | --------------- | ------- | ----------------- | ------------------ | ------------- | -------------- | --------------- |
| 1re | 1936  | Berlin         | États-Unis (1)  | 19–8    | Canada            | Mexique            | 26–12         | Pologne        | Non décerné     |
| 2e  | 1948  | Londres        | États-Unis (2)  | 65–21   | France            | Brésil             | 52–47         | Mexique        | Non décerné     |
| 3e  | 1952  | Helsinki       | États-Unis (3)  | 36–25   | URSS              | Uruguay            | 68–59         | Argentine      | Non décerné     |
| 4e  | 1956  | Melbourne      | États-Unis (4)  | 89–55   | URSS              | Uruguay            | 71–62         | France         | Non décerné     |
| 5e  | 1960  | Rome           | États-Unis (5)  | 81–57   | URSS              | Brésil             | 78–75         | Italie         | Non décerné     |
| 6e  | 1964  | Tokyo          | États-Unis (6)  | 73–59   | URSS              | Brésil             | 76–60         | Porto Rico     | Non décerné     |
| 7e  | 1968  | Mexico         | États-Unis (7)  | 65–50   | Yougoslavie       | URSS               | 70–53         | Brésil         | Non décerné     |
| 8e  | 1972  | Munich         | URSS (1)        | 51–50   | États-Unis        | Cuba               | 66–65         | Italie         | Non décerné     |
| 9e  | 1976  | Montréal       | États-Unis (8)  | 95–74   | Yougoslavie       | URSS               | 100–72        | Canada         | Non décerné     |
| 10e | 1980  | Moscou         | Yougoslavie     | 86–77   | Italie            | URSS               | 117–94        | Espagne        | Non décerné     |
| 11e | 1984  | Los Angeles    | États-Unis (9)  | 96–65   | Espagne           | Yougoslavie        | 88–82         | Canada         | Non décerné     |
| 12e | 1988  | Séoul          | URSS (2)        | 76–63   | Yougoslavie       | États-Unis         | 78–49         | Australie      | Non décerné     |
| 13e | 1992  | Barcelone      | États-Unis (10) | 117–85  | Croatie           | Lituanie           | 82–78         | Équipe unifiée | Non décerné     |
| 14e | 1996  | Atlanta        | États-Unis (11) | 95–69   | Yougoslavie       | Lituanie           | 80–74         | Australie      | Non décerné     |
| 15e | 2000  | Sydney         | États-Unis (12) | 85–75   | France            | Lituanie           | 89–71         | Australie      | Non décerné     |
| 16e | 2004  | Athènes        | Argentine       | 84–69   | Italie            | États-Unis         | 104–96        | Lituanie       | Non décerné     |
| 17e | 2008  | Pékin          | États-Unis (13) | 118–107 | Espagne           | Argentine          | 87–75         | Lituanie       | Non décerné     |
| 18e | 2012  | Londres        | États-Unis (14) | 107–100 | Espagne           | Russie             | 81–77         | Argentine      | Non décerné     |
| 19e | 2016  | Rio de Janeiro | États-Unis (15) | 96–66   | Serbie            | Espagne            | 89–88         | Australie      | Non décerné     |
| 20e | 2020  | Tokyo          | États-Unis (16) | 87–82   | France            | Australie          | 107–93        | Slovénie       | Durant          |
| 21e | 2024  | Paris          | États-Unis (17) | 98–87   | France            | Serbie             | 93–84         | Allemagne      | James           |

### Féminin
| Éd. | Année | Ville          | Finale               | Finale | Finale            | Petite finale      | Petite finale | Petite finale   | Meilleure joueuse |
| Éd. | Année | Ville          | Médaille d’or        | Score  | Médaille d’argent | Médaille de bronze | Score         | Quatrième       | Meilleure joueuse |
| --- | ----- | -------------- | -------------------- | ------ | ----------------- | ------------------ | ------------- | --------------- | ----------------- |
| 1re | 1976  | Montréal       | Union soviétique (1) | 112–77 | États-Unis        | Bulgarie           | 67–66         | Tchécoslovaquie | Non décerné       |
| 2e  | 1980  | Moscou         | Union soviétique (2) | 104–73 | Bulgarie          | Yougoslavie        | 68–65         | Hongrie         | Non décerné       |
| 3e  | 1984  | Los Angeles    | États-Unis (1)       | 85–55  | Corée du Sud      | Chine              | 63–57         | Canada          | Non décerné       |
| 4e  | 1988  | Séoul          | États-Unis (2)       | 77–70  | Yougoslavie       | Union soviétique   | 68–53         | Australie       | Non décerné       |
| 5e  | 1992  | Barcelone      | Équipe unifiée       | 76–66  | Chine             | États-Unis         | 88–74         | Cuba            | Non décerné       |
| 6e  | 1996  | Atlanta        | États-Unis (3)       | 111–87 | Brésil            | Australie          | 66–56         | Ukraine         | Non décerné       |
| 7e  | 2000  | Sydney         | États-Unis (4)       | 76–54  | Australie         | Brésil             | 84–73         | Corée du Sud    | Non décerné       |
| 8e  | 2004  | Athènes        | États-Unis (5)       | 74–63  | Australie         | Russie             | 71–62         | Brésil          | Non décerné       |
| 9e  | 2008  | Pékin          | États-Unis (6)       | 92–65  | Australie         | Russie             | 94–81         | Chine           | Non décerné       |
| 10e | 2012  | Londres        | États-Unis (7)       | 86–50  | France            | Australie          | 83–74         | Russie          | Non décerné       |
| 11e | 2016  | Rio de Janeiro | États-Unis (8)       | 101–72 | Espagne           | Serbie             | 70–63         | France          | Non décerné       |
| 12e | 2020  | Tokyo          | États-Unis (9)       | 90–75  | Japon             | France             | 91–76         | Serbie          | Stewart           |
| 13e | 2024  | Paris          | États-Unis (10)      | 67–66  | France            | Australie          | 85–78         | Belgique        | Wilson            |

## Tableau des médailles

### Mixte
Ce tableau  présente le bilan, par nations, des médailles obtenues au basket-ball lors des Jeux olympiques d'été, de 1936 à 2024. Le rang est obtenu par le décompte des médailles d'or, puis en cas d’ex æquo, des médailles d'argent, puis de bronze. Le palmarès est dominé par les États-Unis qui ont remporté 25 des 32 épreuves.
| Rang | Nation       | Or | Argent | Bronze | Total |
| ---- | ------------ | -- | ------ | ------ | ----- |
| 1    | États-Unis   | 27 | 2      | 3      | 32    |
| 2    | Russie       | 5  | 4      | 7      | 16    |
| 3    | Serbie       | 1  | 6      | 4      | 11    |
| 4    | Argentine    | 1  | 0      | 1      | 2     |
| 5    | France       | 0  | 6      | 1      | 7     |
| 6    | Espagne      | 0  | 4      | 1      | 5     |
| 7    | Australie    | 0  | 3      | 4      | 7     |
| 8    | Italie       | 0  | 2      | 0      | 2     |
| 9    | Brésil       | 0  | 1      | 4      | 5     |
| 10   | Bulgarie     | 0  | 1      | 1      | 2     |
| 10   | Chine        | 0  | 1      | 1      | 2     |
| 12   | Canada       | 0  | 1      | 0      | 1     |
| 12   | Corée du Sud | 0  | 1      | 0      | 1     |
| 12   | Croatie      | 0  | 1      | 0      | 1     |
| 12   | Japon        | 0  | 1      | 0      | 1     |
| 16   | Lituanie     | 0  | 0      | 3      | 3     |
| 17   | Uruguay      | 0  | 0      | 2      | 2     |
| 18   | Cuba         | 0  | 0      | 1      | 1     |
| 18   | Mexique      | 0  | 0      | 1      | 1     |

| Rang | Nation     | Or | Argent | Bronze | Total |
| ---- | ---------- | -- | ------ | ------ | ----- |
| 1    | États-Unis | 17 | 1      | 2      | 20    |
| 2    | Russie     | 2  | 4      | 4      | 10    |
| 3    | Serbie     | 1  | 5      | 2      | 8     |
| 4    | Argentine  | 1  | 0      | 1      | 2     |
| 5    | France     | 0  | 4      | 0      | 4     |
| 6    | Espagne    | 0  | 3      | 1      | 4     |
| 7    | Italie     | 0  | 2      | 0      | 2     |
| 8    | Canada     | 0  | 1      | 0      | 1     |
| 8    | Croatie    | 0  | 1      | 0      | 1     |
| 10   | Lituanie   | 0  | 0      | 3      | 3     |
| 10   | Brésil     | 0  | 0      | 3      | 3     |
| 12   | Uruguay    | 0  | 0      | 2      | 2     |
| 13   | Cuba       | 0  | 0      | 1      | 1     |
| 13   | Mexique    | 0  | 0      | 1      | 1     |
| 13   | Australie  | 0  | 0      | 1      | 1     |

| Rang | Nation       | Or | Argent | Bronze | Total |
| ---- | ------------ | -- | ------ | ------ | ----- |
| 1    | États-Unis   | 10 | 1      | 1      | 12    |
| 2    | Russie       | 3  | 0      | 3      | 6     |
| 3    | Australie    | 0  | 3      | 3      | 6     |
| 4    | France       | 0  | 2      | 1      | 3     |
| 5    | Serbie       | 0  | 1      | 2      | 3     |
| 6    | Brésil       | 0  | 1      | 1      | 2     |
| 6    | Bulgarie     | 0  | 1      | 1      | 2     |
| 6    | Chine        | 0  | 1      | 1      | 2     |
| 9    | Corée du Sud | 0  | 1      | 0      | 1     |
| 9    | Espagne      | 0  | 1      | 0      | 1     |
| 9    | Japon        | 0  | 1      | 0      | 1     |

### Joueurs les plus titrés
- Hommes :
  - Kevin Durant (États-Unis) : quadruple champion olympique en 2012, 2016, 2020 et 2024
  - Carmelo Anthony (États-Unis) : triple champion olympique en 2008, 2012 et 2016 (3e en 2004)
  - LeBron James (États-Unis) : triple champion olympique en 2008, 2012 et 2024 (3e en 2004)
  - Michael Jordan (États-Unis) : double champion olympique en 1984 et 1992
  - Charles Barkley (États-Unis) : double champion olympique en 1992 et 1996
  - Kobe Bryant (États-Unis) : double champion olympique en 2008 et 2012
  - Scottie Pippen (États-unis) : double champion olympique en 1992 et 1996
  - Karl Malone (États-unis) : double champion olympique en 1992 et 1996
  - John Stockton (États-unis) : double champion olympique en 1992 et 1996
  - Sergei Belov (URSS) : champion olympique en 1972 (3e en 1968, 1976 et 1980)
  - David Robinson (États-Unis) : double champion olympique en 1992 et 1996 (3e en 1988).
  - Arvydas Sabonis (URSS puis Lituanie) : champion olympique en 1988 (3e en 1992 et 1996)
  - Krešimir Ćosić (Yougoslavie) : champion olympique en 1980 (2e en 1968 et 1976)
- Femmes :
  - Diana Taurasi (États-Unis) : sextuple championne olympique en 2004, 2008, 2012, 2016, 2020 et 2024
  - Sue Bird (États-Unis) : quintuple championne olympique en 2004, 2008, 2012, 2016 et 2020
  - Teresa Edwards (États-Unis) : quadruple championne olympique en 1984, 1988, 1996 et 2000 (3e en 1992)
  - Lisa Leslie (États-Unis) : quadruple championne olympique en 1996, 2000, 2004 et 2008
  - Tamika Catchings (États-Unis) : quadruple championne olympique en 2004, 2008, 2012 et 2016
  - Uļjana Semjonova (URSS)[N 4] : double championne olympique en 1976 et 1980.

### Joueurs les plus médaillés
Basketteurs les plus médaillés aux Jeux olympiques après les Jeux de Paris 2024.
| Joueuse          | Pays          | Médaille d'or, Jeux olympiques | Médaille d'argent, Jeux olympiques | Médaille de bronze, Jeux olympiques | Total |
| ---------------- | ------------- | ------------------------------ | ---------------------------------- | ----------------------------------- | ----- |
| Diana Taurasi    | États-Unis000 | 6                              | 0                                  | 0                                   | 6     |
| Sue Bird         | États-Unis    | 5                              | 0                                  | 0                                   | 5     |
| Teresa Edwards   | États-Unis    | 4                              | 0                                  | 1                                   | 5     |
| Lisa Leslie      | États-Unis    | 4                              | 0                                  | 0                                   | 4     |
| Sylvia Fowles    | États-Unis    | 4                              | 0                                  | 0                                   | 4     |
| Lauren Jackson   | Australie     | 0                              | 3                                  | 2                                   | 5     |
| Kristi Harrower  | Australie     | 0                              | 3                                  | 1                                   | 4     |
| Tamika Catchings | États-Unis    | 3                              | 0                                  | 0                                   | 3     |
| Sheryl Swoopes   | États-Unis    | 3                              | 0                                  | 0                                   | 3     |
| Dawn Staley      | États-Unis    | 3                              | 0                                  | 0                                   | 3     |
| Katie Smith      | États-Unis    | 3                              | 0                                  | 0                                   | 3     |
| Tina Charles     | États-Unis    | 3                              | 0                                  | 0                                   | 3     |
| Rachael Sporn    | Australie     | 0                              | 2                                  | 1                                   | 3     |
| Trisha Fallon    | Australie     | 0                              | 2                                  | 1                                   | 3     |
| Sandy Brondello  | Australie     | 0                              | 2                                  | 1                                   | 3     |
| Belinda Snell    | Australie     | 0                              | 2                                  | 1                                   | 3     |
| Laura Summerton  | Australie     | 0                              | 2                                  | 1                                   | 3     |
| Suzy Batkovic    | Australie     | 0                              | 2                                  | 1                                   | 3     |

| Joueur               | Pays                           | Médaille d'or, Jeux olympiques | Médaille d'argent, Jeux olympiques | Médaille de bronze, Jeux olympiques | Total |
| -------------------- | ------------------------------ | ------------------------------ | ---------------------------------- | ----------------------------------- | ----- |
| Kevin Durant         | États-Unis                     | 4                              | 0                                  | 0                                   | 4     |
| Carmelo Anthony      | États-Unis                     | 3                              | 0                                  | 1                                   | 4     |
| LeBron James         | États-Unis                     | 3                              | 0                                  | 1                                   | 4     |
| Guennadi Volnov      | Union soviétique               | 1                              | 2                                  | 1                                   | 4     |
| Sergei Belov         | Union soviétique               | 1                              | 0                                  | 3                                   | 4     |
| David Robinson       | États-Unis                     | 2                              | 0                                  | 1                                   | 3     |
| Krešimir Ćosić       | Yougoslavie                    | 1                              | 2                                  | 0                                   | 3     |
| Rajko Žižić          | Yougoslavie                    | 1                              | 1                                  | 1                                   | 3     |
| Andro Knego          | Yougoslavie                    | 1                              | 1                                  | 1                                   | 3     |
| Dražen Dalipagić     | Yougoslavie                    | 1                              | 1                                  | 1                                   | 3     |
| Šarūnas Marčiulionis | Union soviétique puis Lituanie | 1                              | 0                                  | 2                                   | 3     |
| Arvydas Sabonis      | Union soviétique puis Lituanie | 1                              | 0                                  | 2                                   | 3     |
| Rimas Kurtinaitis    | Union soviétique puis Lituanie | 1                              | 0                                  | 2                                   | 3     |
| Maigonis Valdmanis   | Union soviétique               | 0                              | 3                                  | 0                                   | 3     |
| Jānis Krūmiņš        | Union soviétique               | 0                              | 3                                  | 0                                   | 3     |
| Valdis Muižnieks     | Union soviétique               | 0                              | 3                                  | 0                                   | 3     |
| Dražen Petrović      | Yougoslavie puis Croatie       | 0                              | 2                                  | 1                                   | 3     |
| Pau Gasol            | Espagne                        | 0                              | 2                                  | 1                                   | 3     |
| Rudy Fernández       | Espagne                        | 0                              | 2                                  | 1                                   | 3     |
| Juan Carlos Navarro  | Espagne                        | 0                              | 2                                  | 1                                   | 3     |
| José Manuel Calderón | Espagne                        | 0                              | 2                                  | 1                                   | 3     |
| Felipe Reyes         | Espagne                        | 0                              | 2                                  | 1                                   | 3     |
| Gintaras Einikis     | Lituanie                       | 0                              | 0                                  | 3                                   | 3     |

## Bilan par nation
Liste des nations ayant participé au tournoi olympique de basket-ball depuis les Jeux olympiques d'été de 1936.
- Le classement obtenu est mentionné
- Un "blanc" signale une non qualification au tournoi olympique
- Un tiret "–" indique que le pays n'a pas d'existence juridique à l'époque considérée
- Un "b" signifie un boycottage.

### Épreuve masculine
| Pays                 | 1936 | 1948 | 1952 | 1956 | 1960 | 1964 | 1968 | 1972 | 1976 | 1980 | 1984 | 1988 | 1992 | 1996 | 2000 | 2004 | 2008 | 2012 | 2016 | 2020 | 2024 | Part. | MR  |
| -------------------- | ---- | ---- | ---- | ---- | ---- | ---- | ---- | ---- | ---- | ---- | ---- | ---- | ---- | ---- | ---- | ---- | ---- | ---- | ---- | ---- | ---- | ----- | --- |
| Allemagne            | 15e  |      |      |      |      |      |      | 12e  |      | b    | 8e   |      | 7e   |      |      |      | 10e  |      |      | 8e   | 4e   | 7     | 7e  |
| Angola               | –    | –    | –    | –    | –    | –    | –    | –    | b    |      |      |      | 10e  | 11e  | 12e  | 12e  | 12e  |      |      |      |      | 5     | 10e |
| Argentine            |      | 15e  | 4e   |      |      |      |      |      |      | b    |      |      |      | 9e   |      | 1re  | 3e   | 4e   | 8e   | 7e   |      | 8     | 1re |
| Australie            |      |      |      | 12e  |      | 9e   |      | 9e   | 8e   | 8e   | 7e   | 4e   | 6e   | 4e   | 4e   | 9e   | 7e   | 7e   | 4e   | 3e   | 6e   | 16    | 3e  |
| Belgique             | 19e  | 11e  |      |      |      |      |      |      |      |      |      |      |      |      |      |      |      |      |      |      |      | 2     | 11e |
| Brésil               | 9e   | 3e   | 6e   | 6e   | 3e   | 3e   | 4e   | 7e   |      | 5e   | 9e   | 5e   | 5e   | 6e   |      |      |      | 5e   | 9e   |      | 7e   | 16    | 3e  |
| Bulgarie             |      |      | 7e   | 5e   | 16e  | 10e  | 10e  |      |      |      | b    |      |      |      |      |      |      |      |      |      |      | 4     | 5e  |
| Centrafrique         | –    | –    | –    | –    |      |      |      |      | b    | b    |      | 10e  |      |      |      |      |      |      |      |      |      | 1     | 10e |
| Canada               | 2e   | 9e   | 9e   | 9e   |      | 14e  |      |      | 4e   | b    | 4e   | 6e   |      |      | 7e   |      |      |      |      |      | 5e   | 10    | 2e  |
| Chili                | 9e   | 6e   | 5e   | 8e   |      |      |      |      |      | b    |      |      |      |      |      |      |      |      |      |      |      | 4     | 5e  |
| Chine                |      |      |      |      |      |      |      |      | b    | b    | 10e  | 11e  | 12e  | 8e   | 10e  | 8e   | 8e   | 12e  | 12e  |      |      | 9     | 8e  |
| Corée du Sud         | –    | –    | –    | 14e  |      | 16e  | 14e  |      |      | b    |      | 9e   |      | 12e  |      |      |      |      |      |      |      | 5     | 9e  |
| Croatie              | –    | –    | –    | –    | –    | –    | –    | –    | –    | –    | –    | –    | 2e   | 7e   |      |      | 6e   |      | 5e   |      |      | 4     | 2e  |
| Cuba                 | 13e  | 9e   |      |      |      | 11e  |      | 7e   | 6e   | b    |      |      |      |      |      |      |      |      |      |      |      | 6     | 6e  |
| Égypte               | 15e  | 19e  | 9e   |      |      |      |      | 16e  | 12e  | b    | 12e  | 12e  |      |      |      |      |      |      |      |      |      | 7     | 9e  |
| Équipe unifiée       | –    | –    | –    | –    | –    | –    | –    | –    | –    | –    | –    | –    | 4e   | –    | –    | –    | –    | –    | –    | –    | –    | 1     | 4e  |
| Espagne              | b    |      |      |      | 14e  |      | 7e   | 11e  |      | 4e   | 2e   | 8e   | 9e   |      | 9e   | 7e   | 2e   | 2e   | 3e   | 6e   | 10e  | 14    | 2e  |
| Estonie              | 9e   |      | –    | –    | –    | –    | –    | –    | –    | –    | –    | –    |      |      |      |      |      |      |      |      |      | 1     | 9e  |
| États-Unis           | 1er  | 1er  | 1er  | 1er  | 1er  | 1er  | 1er  | 2e   | 1er  | b    | 1er  | 3e   | 1er  | 1er  | 1er  | 3e   | 1er  | 1er  | 1er  | 1er  | 1er  | 20    | 1er |
| Finlande             |      |      | 9e   |      |      | 11e  |      |      |      |      |      |      |      |      |      |      |      |      |      |      |      | 2     | 9e  |
| France               | 19e  | 2e   | 8e   | 4e   | 10e  |      |      |      |      |      | 11e  |      |      |      | 2e   |      |      | 6e   | 6e   | 2e   | 2e   | 11    | 2e  |
| Grande-Bretagne      |      | 20e  |      |      |      |      |      |      |      |      |      |      |      |      |      |      |      | 9e   |      |      |      | 2     | 9e  |
| Grèce                |      |      |      |      |      |      |      |      |      |      |      |      |      | 5e   |      | 5e   | 5e   |      |      |      | 8e   | 4     | 5e  |
| Hongrie              | b    | 16e  | 16e  |      | 9e   | 13e  |      |      |      |      | b    |      |      |      |      |      |      |      |      |      |      | 4     | 9e  |
| Inde                 | –    |      |      |      |      |      |      |      |      | 12e  |      |      |      |      |      |      |      |      |      |      |      | 1     | 12e |
| Iran                 |      | 14e  |      |      |      |      |      |      |      | b    | b    |      |      |      |      |      | 11e  |      |      |      |      | 3     | 12e |
| Irak                 |      | 22e  |      |      |      |      |      |      | b    |      |      |      |      |      |      |      |      |      |      |      |      | 1     | 22e |
| Irlande              |      | 23e  |      |      |      |      |      |      |      |      |      |      |      |      |      |      |      |      |      |      |      | 1     | 23e |
| Italie               | 7e   | 17e  | 17e  |      | 4e   | 5e   | 8e   | 4e   | 5e   | 2e   | 5e   |      |      |      | 5e   | 2e   |      |      |      | 5e   |      | 13    | 2e  |
| Japon                | 9e   |      |      | 10e  | 15e  | 10e  |      | 14e  | 11e  | b    |      |      |      |      |      |      |      |      |      | 11e  | 11e  | 8     | 9e  |
| Lettonie             | 15e  |      | –    | –    | –    | –    | –    | –    | –    | –    | –    | –    |      |      |      |      |      |      |      |      |      | 1     | 22e |
| Lituanie             |      |      | –    | –    | –    | –    | –    | –    | –    | –    | –    | –    | 3e   | 3e   | 3e   | 4e   | 4e   | 8e   | 7e   |      |      | 7     | 3e  |
| Mexique              | 3e   | 4e   | 9e   |      | 12e  | 12e  | 5e   |      | 10e  |      |      |      |      |      |      |      |      |      |      |      |      | 7     | 3e  |
| Maroc                | –    | –    | –    |      |      |      | 16e  |      | b    | b    |      |      |      |      |      |      |      |      |      |      |      | 1     | 16e |
| Nigeria              | –    | –    | –    | –    |      |      |      |      | b    |      |      |      |      |      |      |      |      | 10e  | 11e  | 10e  |      | 3     | 10e |
| Nouvelle-Zélande     |      |      |      |      |      |      |      |      |      |      |      |      |      |      | 11e  | 10e  |      |      |      |      |      | 2     | 10e |
| Panama               |      |      |      |      |      |      | 12e  |      |      | b    |      |      |      |      |      |      |      |      |      |      |      | 1     | 12e |
| Pérou                | 8e   | 10e  |      |      |      | 15e  |      |      |      | b    |      |      |      |      |      |      |      |      |      |      |      | 3     | 8e  |
| Philippines          | 5e   | 12e  | 9e   | 7e   | 11e  |      | 13e  | 13e  |      | b    |      |      |      |      |      |      |      |      |      |      |      | 7     | 5e  |
| Pologne              | 4e   |      |      |      | 7e   | 6e   | 6e   | 10e  |      | 7e   | b    |      |      |      |      |      |      |      |      |      |      | 6     | 4e  |
| Porto Rico           |      |      |      |      | 13e  | 4e   | 9e   | 6e   | 9e   | b    |      | 7e   | 8e   | 10e  |      | 6e   |      |      |      |      | 12e  | 10    | 4e  |
| Russie,              | –    | –    | –    | –    | –    | –    | –    | –    | –    | –    | –    | –    |      | b    | 8e   |      | 9e   | 3e   |      |      |      | 3     | 3e  |
| Sénégal              | –    | –    | –    | –    |      |      | 15e  | 15e  |      | 11e  |      |      |      |      |      |      |      |      |      |      |      | 3     | 11e |
| Serbie-et-Monténégro | –    | –    | –    | –    | –    | –    | –    | –    | –    | –    | –    | –    |      |      |      | 11e  |      |      | 2e   |      | 3e   | 3     | 2e  |
| Singapour            |      |      |      | 13e  |      |      |      |      |      |      |      |      |      |      |      |      |      |      |      |      |      | 1     | 13e |
| Soudan du Sud        |      |      |      |      |      |      |      |      |      |      |      |      |      |      |      |      |      |      |      |      | 9e   | 1     | 9e  |
| Suède                |      |      |      |      |      |      |      |      |      | 10e  |      |      |      |      |      |      |      |      |      |      |      | 1     | 10e |
| Suisse               | 9e   | 21e  |      |      |      |      |      |      |      |      |      |      |      |      |      |      |      |      |      |      |      | 2     | 9e  |
| Taïwan               | 15e  | 18e  |      | 11e  |      |      |      |      | b    | b    |      |      |      |      |      |      |      |      |      |      |      | 3     | 11e |
| Tchécoslovaquie      | 9e   | 7e   | 9e   |      | 5e   |      |      | 8e   | 6e   | 9e   | b    |      | –    | –    | –    | –    | –    | –    | –    | –    | –    | 7     | 5e  |
| République tchèque   | –    | –    | –    | –    | –    | –    | –    | –    | –    | –    | –    | –    |      |      |      |      |      |      |      |      | 9e   | 1     | 9e  |
| Thaïlande            |      |      |      | 15e  |      |      |      |      |      | b    |      |      |      |      |      |      |      |      |      |      |      | 1     | 15e |
| Tunisie              | –    | –    | –    | –    |      |      |      |      | b    | b    |      |      |      |      |      |      |      | 11e  |      |      |      | 1     | 11e |
| Turquie              | 19e  |      |      |      |      |      |      |      |      | b    |      |      |      |      |      |      |      |      |      |      |      | 1     | 15e |
| Uruguay              | 6e   | 5e   | 3e   | 3e   | 8e   | 8e   |      |      |      | b    | 6e   |      |      |      |      |      |      |      |      |      |      | 7     | 3e  |
| URSS                 | b    | b    | 2e   | 2e   | 2e   | 2e   | 3e   | 1re  | 3e   | 3e   | b    | 1re  | –    | –    | –    | –    | –    | –    | –    | –    | –    | 9     | 1re |
| Venezuela            |      |      |      |      |      |      |      |      |      |      |      |      | 11e  |      |      |      |      |      |      |      |      | 1     | 11e |
| Yougoslavie          |      |      |      |      | 6e   | 7e   | 2e   | 5e   | 2e   | 1re  | 3e   | 2e   |      | 2e   | 6e   | –    | –    | –    | –    | –    | –    | 10    | 1re |
| Nations              | 21   | 23   | 16   | 15   | 16   | 16   | 16   | 16   | 12   | 12   | 12   | 12   | 12   | 12   | 12   | 12   | 12   | 12   | 12   | 12   | –    | –     |     |

Notes :
1. ↑   Allemagne de l'Est de 1968 à 1988.
2. ↑   Yougoslavie de 1936 à 1988.
3. 1 2 3 4   Union soviétique de 1952 à 1988.
4. ↑   Équipe unifiée de l’ex-URSS en 1992.
5. ↑  Actuellement  Serbie,  Yougoslavie de 1936 à 1988 et de 1996 à 2002.
6. ↑   République de Chine de 1936 à 1956.

### Épreuve féminine
| Pays               | 1976 | 1980 | 1984 | 1988 | 1992 | 1996 | 2000 | 2004 | 2008 | 2012 | 2016 | 2020 | 2024 | Part. | MR   |
| ------------------ | ---- | ---- | ---- | ---- | ---- | ---- | ---- | ---- | ---- | ---- | ---- | ---- | ---- | ----- | ---- |
| Allemagne          |      |      |      |      |      |      |      |      |      |      |      |      | 7e   | 1     | 7e   |
| Angola             |      |      |      |      |      |      |      |      |      | 12e  |      |      |      | 1     | 12e  |
| Australie          |      |      | 5e   | 4e   |      | 3e   | 2e   | 2e   | 2e   | 3e   | 5e   | 8e   | 3e   | 10    | 2e   |
| Belgique           |      |      |      |      |      |      |      |      |      |      |      | 7e   | 4e   | 1     | 4e   |
| Biélorussie        | –    | –    | –    | –    |      |      |      |      | 6e   |      | 9e   |      |      | 2     | 6e   |
| Brésil             |      |      |      |      | 7e   | 2e   | 3e   | 4e   | 11e  | 9e   | 11e  |      |      | 7     | 2e   |
| Bulgarie           | 3e   | 2e   |      | 5e   |      |      |      |      |      |      |      |      |      | 3     | 2e   |
| Canada             | 6e   |      | 3e   |      |      | 11e  | 10e  |      |      | 8e   | 7e   | 9e   | 11e  | 8     | 3e   |
| Chine              |      | 4e   |      | 6e   | 2e   | 9e   |      | 9e   | 4e   | 6e   | 10e  | 5e   | 9e   | 10    | 2e   |
| Corée du Sud       |      |      | 2e   | 7e   |      | 10e  | 4e   | 12e  | 8e   |      |      | 10e  |      | 7     | 2e   |
| Croatie            | –    | –    | –    | –    |      |      |      |      |      | 10e  |      |      |      | 1     | 10e  |
| Cuba               |      | 5e   |      |      | 4e   | 6e   | 9e   |      |      |      |      |      |      | 4     | 4e   |
| Équipe unifiée     | –    | –    | –    | –    | 1re  | –    | –    | –    | –    | –    | –    | –    | –    | 1     | 1re  |
| Espagne            |      |      |      |      | 5e   |      |      | 6e   | 5e   |      | 2e   | 6e   | 5e   | 6     | 2e   |
| États-Unis         | 2es  |      | 1ers | 1ers | 3es  | 1ers | 1ers | 1ers | 1ers | 1ers | 1ers | 1ers | 1ers | 12    | 1ers |
| France             |      |      |      |      |      |      | 5e   |      |      | 2e   | 4e   | 3e   | 2e   | 5     | 2e   |
| Grèce              |      |      |      |      |      |      |      | 7e   |      |      |      |      |      | 1     | 7e   |
| Grande-Bretagne    |      |      |      |      |      |      |      |      |      | 11e  |      |      |      | 1     | 11e  |
| Hongrie            |      | 4e   |      |      |      |      |      |      |      |      |      |      |      | 1     | 4e   |
| Italie             |      | 6e   |      |      | 8e   | 8e   |      |      |      |      |      |      |      | 3     | 6e   |
| Japon              | 5e   |      |      |      |      | 7e   |      | 10e  |      |      | 8e   | 2e   | 12e  | 6     | 2e   |
| Lettonie           | –    | –    | –    | –    |      |      |      |      | 9e   |      |      |      |      | 1     | 9e   |
| Mali               |      |      |      |      |      |      |      |      | 12e  |      |      |      |      | 1     | 12e  |
| Nouvelle-Zélande   |      |      |      |      |      |      | 11e  | 8e   | 10e  |      |      |      |      | 3     | 8e   |
| Nigeria            |      |      |      |      |      |      |      | 11e  |      |      |      | 11e  | 8e   | 3     | 8e   |
| Pologne            |      |      |      |      |      |      | 8e   |      |      |      |      |      |      | 1     | 8e   |
| Porto Rico         |      |      |      |      |      |      |      |      |      |      |      | 12e  | 10e  | 2     | 10e  |
| République tchèque | –    | –    | –    | –    |      |      |      | 5e   | 7e   | 7e   |      |      |      | 3     | 5e   |
| Russie             |      |      |      |      |      | 5e   | 6e   | 3e   | 3e   | 4e   |      |      |      | 5     | 3e   |
| Sénégal            |      |      |      |      |      |      | 12e  |      |      |      | 12e  |      |      | 2     | 12e  |
| Serbie             | –    | –    | –    | –    | –    | –    | –    |      |      |      | 3e   | 4e   | 6e   | 3     | 3e   |
| Slovaquie          | –    | –    | –    | –    |      |      | 7e   |      |      |      |      |      |      | 1     | 7e   |
| Tchécoslovaquie    | 4e   |      |      |      | –    | –    | –    | –    | –    | –    | –    | –    | –    | 1     | 4e   |
| Turquie            |      |      |      |      |      |      |      |      |      | 5e   | 6e   |      |      | 2     | 5e   |
| Ukraine            | –    | –    | –    | –    |      | 4e   |      |      |      |      |      |      |      | 4     | 4e   |
| Union soviétique   | 1re  | 1re  |      | 3e   | –    | –    | –    | –    | –    | –    | –    | –    | –    | 3     | 1re  |
| Yougoslavie        |      | 3e   | 6e   | 2e   |      |      |      | –    | –    | –    | –    | –    | –    | 3     | 2e   |
| Zaïre              |      |      |      |      |      | 12e  |      |      |      |      |      |      |      | 1     | 12e  |
| Nations            | 6    | 6    | 6    | 8    | 8    | 12   | 12   | 12   | 12   | 12   | 12   | 12   | 12   | –     | –    |

Notes :
1. ↑   RD Congo depuis 1996.

## Meilleures performances par confédération

### Épreuve masculine
| Pays           | 1936    | 1948 | 1952   | 1956 | 1960 | 1964 | 1968 | 1972 | 1976 | 1980 | 1984 | 1988 | 1992 | 1996 | 2000 | 2004 | 2008 | 2012 | 2016 | 2020 | 2024 | Part. | MR  |
| -------------- | ------- | ---- | ------ | ---- | ---- | ---- | ---- | ---- | ---- | ---- | ---- | ---- | ---- | ---- | ---- | ---- | ---- | ---- | ---- | ---- | ---- | ----- | --- |
| FIBA Afrique   | 15e–18e | 19e  | 9e–16e | –    | –    | –    | 15e  | 15e  | 12e  | 11e  | 12e  | 10e  | 10e  | 11e  | 12e  | 12e  | 12e  | 10e  | 11e  | 10e  | 9e   | 18    | 9e  |
| FIBA Amériques | 1re     | 1re  | 1re    | 1re  | 1re  | 1re  | 1re  | 2e   | 1re  | 5e   | 1re  | 3e   | 1re  | 1re  | 1re  | 1re  | 1re  | 1re  | 1re  | 1re  | 1re  | 21    | 1re |
| FIBA Asie      | 5e      | 8e   | 9e–16e | 7e   | 11e  | 10e  | 13e  | 13e  | 11e  | 12e  | 10e  | 9e   | 12e  | 8e   | 10e  | 8e   | 8e   | 12e  | 12e  | 11e  | 11e  | 21    | 5e  |
| FIBA Europe    | 4e      | 2e   | 2e     | 2e   | 2e   | 2e   | 2e   | 1re  | 2e   | 1re  | 2e   | 1re  | 2e   | 2e   | 2e   | 2e   | 2e   | 2e   | 2e   | 2e   | 2e   | 21    | 1re |
| FIBA Océanie   | –       | –    | –      | 12e  | –    | 9e   | –    | 9e   | 8e   | 8e   | 7e   | 4e   | 6e   | 4e   | 4e   | 9e   | 7e   | 7e   | 4e   | 3e   | 6e   | 16    | 3e  |
| Nations        | 21      | 23   | 23     | 15   | 16   | 16   | 16   | 16   | 12   | 12   | 12   | 12   | 12   | 12   | 12   | 12   | 12   | 12   | 12   | 12   | 12   | –     | –   |

### Épreuve féminine
| Pays           | 1976 | 1980 | 1984 | 1988 | 1992 | 1996 | 2000 | 2004 | 2008 | 2012 | 2016 | 2020 | 2024 | Part. | MR  |
| -------------- | ---- | ---- | ---- | ---- | ---- | ---- | ---- | ---- | ---- | ---- | ---- | ---- | ---- | ----- | --- |
| FIBA Afrique   | –    | –    | –    | –    | –    | 12e  | 12e  | 11e  | 12e  | 12e  | 12e  | 11e  | 8e   | 8     | 8e  |
| FIBA Amériques | 2e   | 5e   | 1re  | 1re  | 3e   | 1re  | 1re  | 1re  | 1re  | 1re  | 1re  | 1re  | 1re  | 13    | 1re |
| FIBA Asie      | 5e   | –    | 2e   | 6e   | 2e   | 7e   | 4e   | 9e   | 4e   | 5e   | 8e   | 2e   | 9e   | 12    | 2e  |
| FIBA Europe    | 1re  | 1re  | 6e   | 2e   | 1re  | 4e   | 5e   | 3e   | 3e   | 2e   | 2e   | 3e   | 2e   | 13    | 1re |
| FIBA Océanie   | –    | –    | 5e   | 4e   | –    | 3e   | 2e   | 2e   | 2e   | 3e   | 5e   | 8e   | 3e   | 10    | 2e  |
| Nations        | 6    | 6    | 6    | 8    | 8    | 12   | 12   | 12   | 12   | 12   | 12   | 12   | 12   | –     | –   |